# 宗像大社
宗像大社（むなかたたいしゃ）は福岡県宗像市に在る神社。式内社（名神大社）、八神郡の一つ。旧社格は官幣大社で、現在は神社本庁の別表神社。日本各地に七千余ある宗像神社、厳島神社、および宗像三女神を祀る神社の総本社であり、『日本書紀』では、一書に曰くとして「道主貴」と称される。玄界灘に浮かぶ沖ノ島を神域とし、沖ノ島で出土した古代祭祀の奉献品の多くは国宝に指定されている。裏伊勢とも称される。
「神宿る島」宗像・沖ノ島と関連遺産群の構成資産の一つとして2017年（平成29年）に世界文化遺産登録されている。

## 概要
宗像大社は、沖ノ島の沖津宮、筑前大島の中津宮、宗像市田島の辺津宮（総社）の三社の総称であるが、現在では「辺津宮」のみを指す場合も多い。辺津宮は宗像市田島に鎮座しており「田島さま」とも地元では呼ばれる。筑前大島には沖津宮遥拝所（瀛津宮）もある。地図上で辺津宮から11km離れた中津宮、さらに49km離れた沖津宮は全て直線上にある。記紀に由緒が記された日本最古の神社の一つであり、古代から大陸と半島の政治、経済、文化の海上路であった。古くから海上・交通安全の神としての神威にちなみ、信仰されているが、現在では海上に限らず、道主貴の名のもとにあらゆる道、陸上・交通安全の神として信仰を集めている。そのため、福岡県やその周辺では宗像大社のステッカーを貼った自動車が多数見受けられるほか、新車を購入した際に祈願殿にて御祓いを受ける人も非常に多い。また、車に装着する交通安全のお守りは宗像大社が発祥である。
沖津宮のある海上交通の要所に位置する沖ノ島は、古来より島に立ち入り見聞きした事を口外してはならず「お不言さま（おいわずさま）」と呼ばれ、島全体が御神体である。そのため現在でも女人禁制であり、男性であっても上陸前には禊を行なわなければならない。これが男女差別だと言われることもあるが、これは島の神が女の神様（田心姫神）であり、女性が島に上陸すると嫉妬され祟りがあると言われている説があるが定かではない。昭和29年以来十数年に渡り沖ノ島の発掘調査が行われ、4世紀から9世紀までの古代祭祀遺構や装飾品などの大量の祭祀遺物（奉献品）、この他に縄文時代から弥生時代にかけての石器や土器などの遺物が発見された。このことから、沖ノ島は俗に「海の正倉院」と呼ばれており、有史以前の古代から海人族らの信仰の対象とされていたことが偲ばれる。現在は、台風などの緊急避難港に指定されている。なお、大社拝殿に掲げられる神勅の額は、伏見宮貞愛親王が揮毫、宗像宮の額は勅使正二位権大納言、葉室顕孝の揮毫。
エジプト考古学者の吉村作治が提唱し、沖ノ島及び宗像地域の祭祀遺跡などを世界遺産にする運動が起こり、2009年に「沖津宮・中津宮・辺津宮」及び「沖津宮遥拝所と沖ノ島全体」を含めて、「神宿る島」宗像・沖ノ島と関連遺産群として暫定リストに追加掲載、2015年には推薦候補となり、2017年7月、ポーランド・クラクフでのユネスコ世界遺産委員会で、正式に世界遺産に登録された。

## 祭神
3社にそれぞれ以下の神を祀り、宗像三女神（宗像大神）と総称する。
- 沖津宮（おきつぐう） : 田心姫神
- 中津宮（なかつぐう） : 湍津姫神
- 辺津宮（へつぐう） : 市杵島姫神

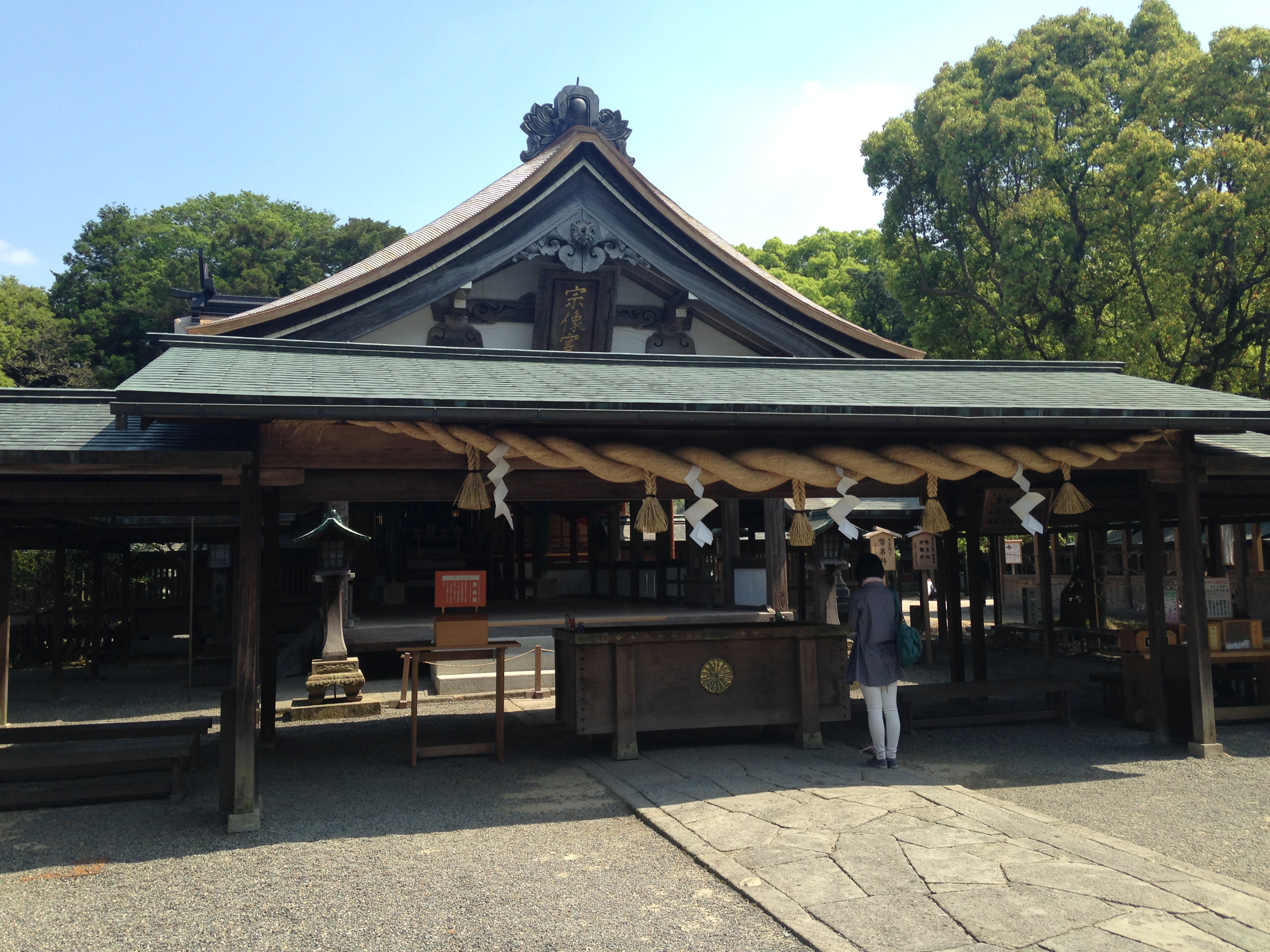
辺津宮拝殿（握舎建立以前の写真）
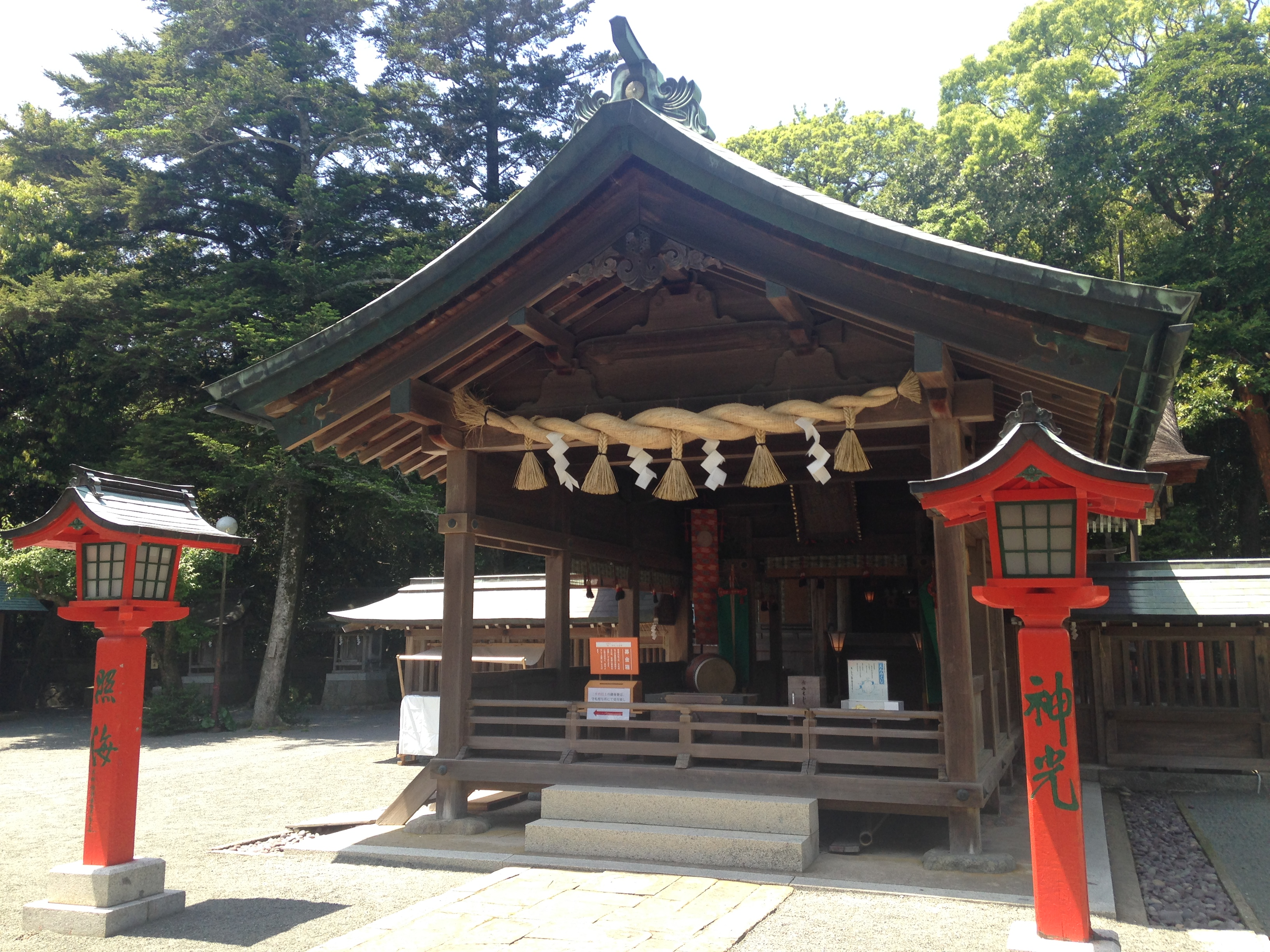
中津宮拝殿
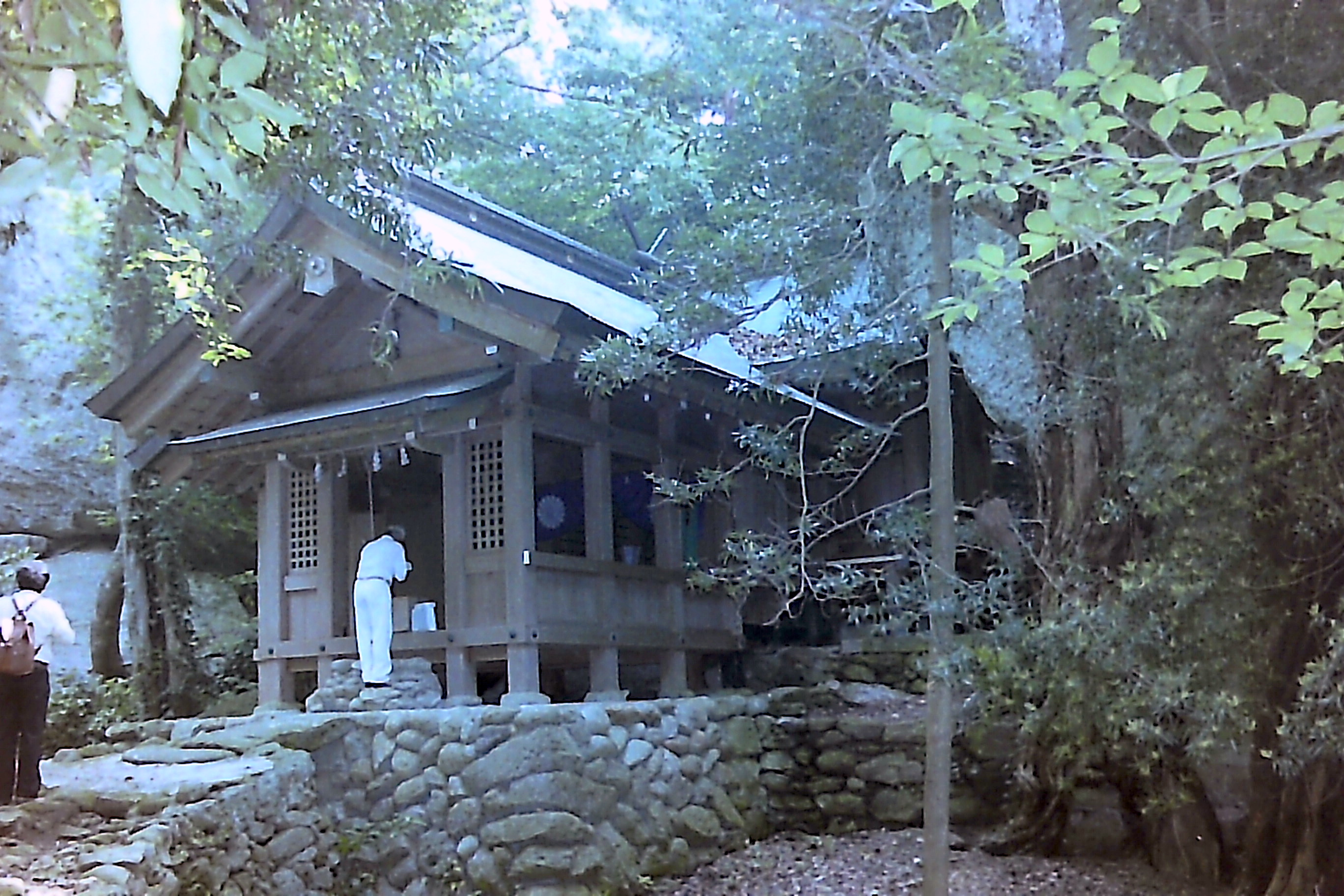
沖津宮拝殿

## 社殿

宗像大社辺津宮 拝殿

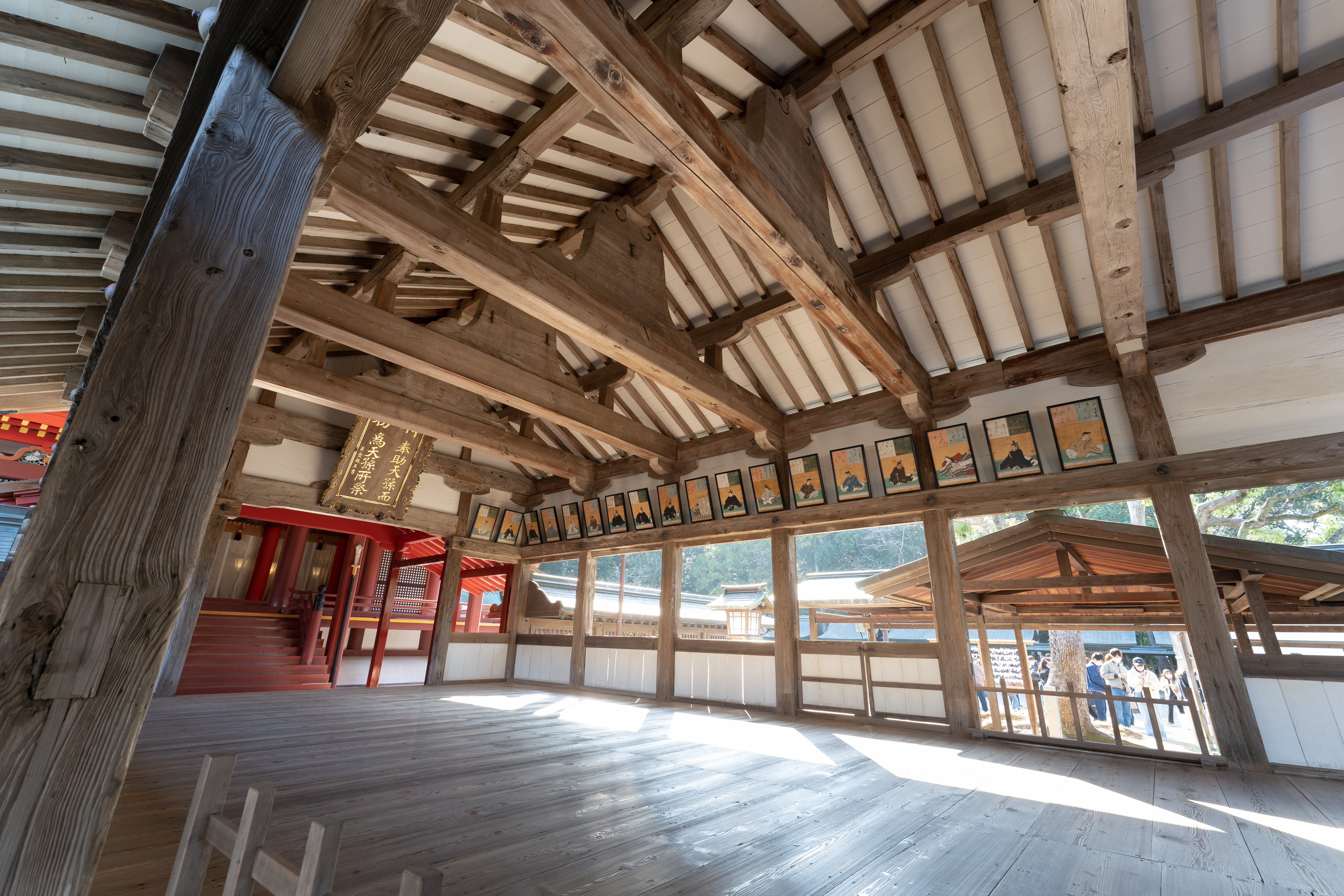
宗像大社辺津宮 拝殿内部

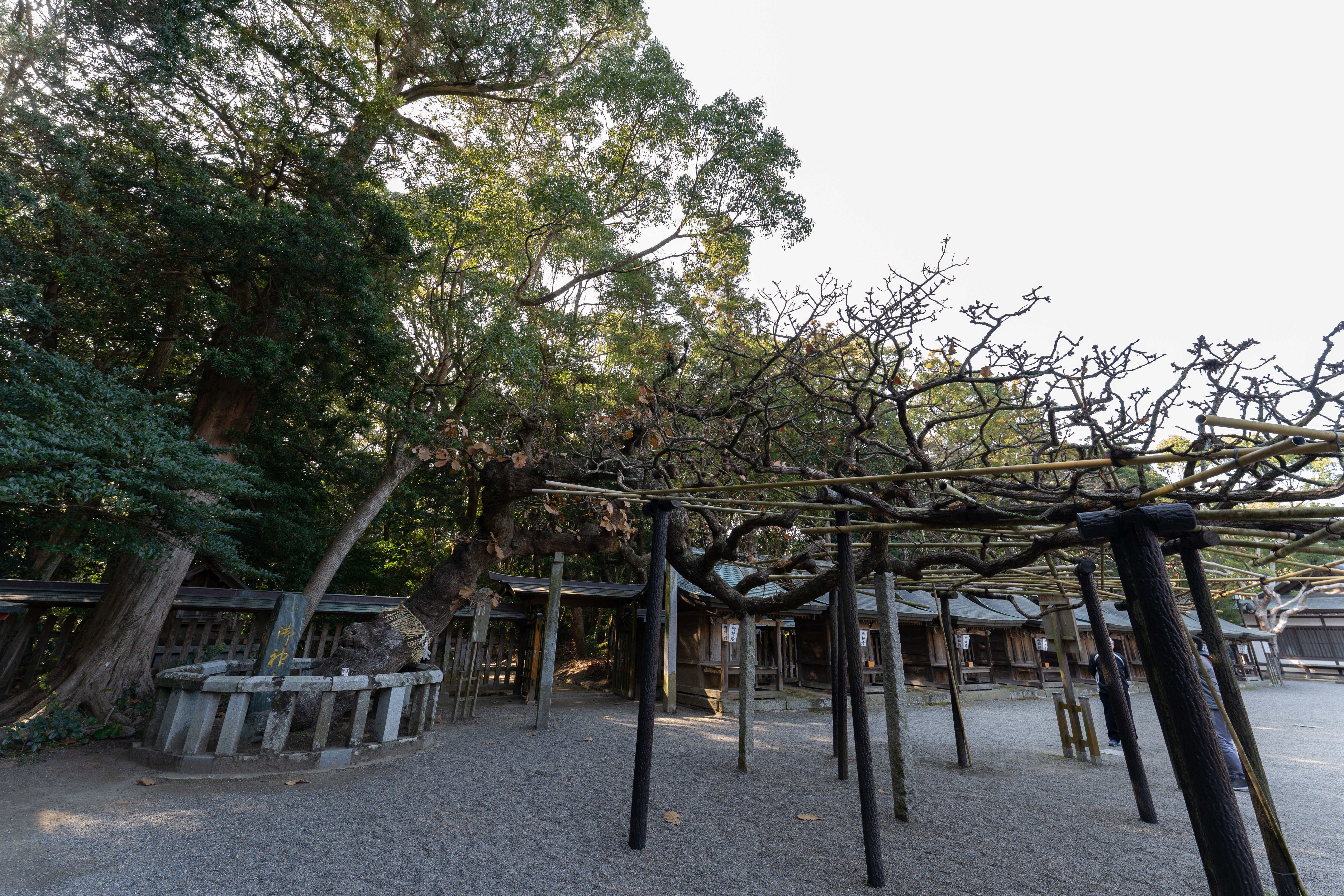
宗像大社辺津宮 神木

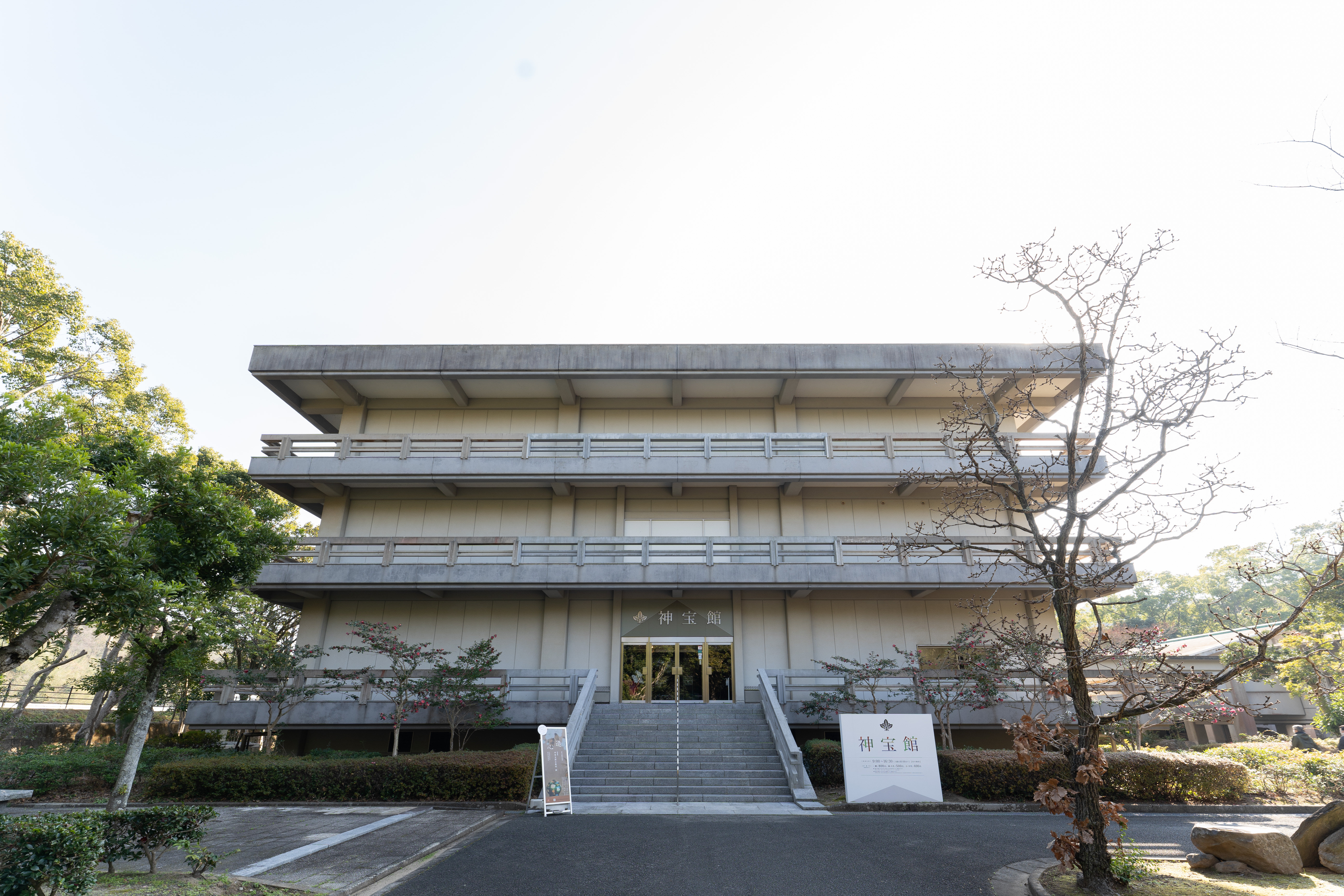
宗像大社辺津宮 神宝館

### 宗像大社辺津宮
- 本殿（第一宮、イチキシマヒメを御祭神とする。宗像氏貞の建立で、大島に在する中津宮の本殿を参考したといわれる。重文）
- 拝殿（切妻屋根、宗像宮の額がかかる。小早川隆景の建立。重文）
- 第二宮（沖津宮分社、タゴリヒメを御祭神とする。）
- 第三宮（中津宮分社、タギツヒメを御祭神とする。）
- 高宮祭場（邊津宮に於ける古代祭祀遺構、下高宮祭祀遺跡を保護し真上に新たに整備。現在も春と秋の大祭他、庭上祭祀が行われている。）
- 祈願殿（平成の大造営で新たに建築された。榊を中心に植え、岩を沖ノ島に見立てた庭が作庭され、窓口では各種祈願を受け付ける。）
- 儀式殿（結婚式など催事専用の殿舎。以前東京の靖国神社にあったものを移築。）
- 清明殿（宗像大社の巫女らが舞などを披露する殿舎。）
- 勅使館（天皇や皇族、その勅使らが奉幣に来社の際、滞在する殿舎。）
- 神門（大正期に再建。）
- 握舎（拝殿と神門を結ぶ参道上に新しく設けられた屋根、覆い。現在「神門」が拝殿正面になり、拝殿及び本殿ともに横からしか見えない。）
- 祓舎（祓戸神を四方に祀る。）
- 手水舎（柄杓がなく直接水を受ける。）
- 大鳥居（麻生太吉の寄進。）
- 末社（江戸時代初期の建立、神郡宗像にあった神社群を時の福岡藩主、黒田光之がまとめ寄進したもので、本殿の外周りに121社ほどある。）
- 蛭子社
- 松尾社
- 宗像祖霊社
- 宗像護国神社
- 神宝館（下記記載の国宝等を展示収蔵して愉いる。）
- むなかた茶愉（カフェ併設の休憩施設。アート作品の展示販売も行っている。）

### 宗像大社中津宮
- 本殿（宗像氏貞の建立。屋根の千木は陰陽道の影響がみられる。昔の吉田神道では宗像神社を特別な神社とみていた影響とも言われる。現在の辺津宮本殿よりも歴史は古くモデルとされたとする説もある。県重文。）
- 拝殿（切妻屋根。福岡藩主黒田氏の再建。）
- 奥宮御嶽神社（中津宮における古代祭祀遺構、多数の勾玉や鉄刀が出土。現在も祭事が行われている。）
- 織女社、牽牛社（天の川を挟んで建てられた石の祠形式の社。中津宮は日本の七夕伝説発祥の地ともいう。）

### 宗像大社沖津宮
- 社殿（三宮の社殿では一番小さく、屋根が巨岩にめり込むように建てられている。）
- 禊場、沖津宮社務所など

### 沖津宮遙拝所
- 遥拝殿 （彼方に御神体島の沖ノ島及び沖津宮を拝する銅板葺き破風付きの社殿。福岡藩主黒田氏の寄進。）
- 鳥居、他

## 歴史
伝承では日本神話に起源を持つ。天照大神と素戔嗚尊の誓約（うけい）の際、天照大神が素戔嗚の剣を噛み砕き、プッと吹き出した破片から生まれたのが宗像三女神である。女神たちはアマテラスの神勅を奉じて、皇孫ニニギノミコトを見守り助けるため海北道中、玄界灘に浮かぶ筑紫宗像の島々に降り、この地を治めるようになったのが宗像大社の起源とする。記紀に記載される「天から地に降りた神」はニニギノミコトとその天孫降臨以前に天降った宗像三女神だけである。これは記紀に記載される神名とその鎮座地が明確に記述されたものとしては最古のものである。宗像三宮の御神体依代について、筑前国風土記に依れば、『西海道風土記曰、宗像大神、自天降居埼門山之時以、青玉置奧津宮之表以、八尺紫玉置中津宮之表以、八咫鏡置邊津宮之表以、此三表成神體之形而納置三宮、即隱之因曰身形郡後人改曰、宗像其大海命子孫、今宗像朝臣等是也云々』と逸文に記述あり。宗像は『古事記』では胸形という字が当てられ、また胸肩、宗形とも表記されるが、もとは水潟であったとする説もある。古くから当地の民の氏神として信仰を集めてきたが、神功皇后が三韓征伐の際ここに航海の安全を祈り霊験があったといわれ、事あるごとに宗像に奉幣使を派遣する習いになったとされる。大和朝廷から重視され、古来遷都の度に宮中の賢所（かしこどころ）に当社の分霊が奉斎された。またこの逸話からは航海安全の守護神として崇められるようになった経緯がうかがえる。
律令制導入により国郡制が布かれると宗像一郡が神領として与えられ、当地の豪族宗形氏が神主として神社に奉仕し、神郡の行政も司ることになった。宗形氏の由緒を記した石碑によれば、宗形氏の族長が二代にわたって中国の商人の娘を正室に迎えている。また宗形徳善は娘の尼子娘を天武天皇の後宮に入れ、白雉5年（654年）に二人の間に生まれた第一皇子高市皇子は壬申の乱で父を助けて大功を挙げ、のちに太政大臣に任ぜられた。長屋王は高市の子であり、また高階氏の祖ともなった。807年（大同2年）には封戸74戸の寄進、840年（承和7年）には従五位下に叙され後、859年（貞観元年）、正二位となる。天慶4年（天慶の乱後）には更に進めて正一位の神階を得る。979年（天元2年）大宮司職が太政官より定められる。
鎌倉時代以降、宗形氏の後身で大宮司家の地位を世襲した宗像氏が武士化し、有力な国人領主に成長したが、戦国時代には大内氏・大友氏・少弐氏など近隣の大名同士の戦争に動員され、宗像大社も軍事攻撃の対象となってたびたび放火・破壊を受け、その宗像氏も衰退していった。しかしそのつど朝廷や武家の信奉があり再建を繰り返してきた。こけら葺きの大屋根が美しい現在の辺津宮本殿は、天正6年（1578年）に大宮司宗像氏貞が再建、辺津宮拝殿は、筑前領主であった小早川隆景によって天正16年（1590年）に再建された。辺津宮の本殿拝殿ともに国の重要文化財に指定されている。宗像氏が担ってきた祭祀はその後、草刈氏（草刈重継）に引き継がれた。江戸時代には筑前福岡藩主黒田氏などによる社殿の造営・修理、社領の寄進などが度々伝えられている。その後、幕末から明治の廃仏毀釈により神宮寺であった屏風山鎮国寺は大社から切り離された。
また、1871年 (明治4年）には近代社格制度において「宗像神社」として国幣中社に列した。その翌年の4月22日、官幣中社に昇格。そして1901年（明治34年）7月11日、最高位の官幣大社に昇格した。
昭和の第二次世界大戦の後、荒廃していた境内は赤間（宗像市赤間地区）出身で、幼い頃より宗像大社を崇敬していた実業家、出光佐三の寄進により整備され、沖津宮のある沖ノ島祭祀遺跡の調査発掘に際しては国に働きかけるなど尽力している。

## 行幸啓
1983年（昭和58年）、皇太子明仁親王（後の明仁上皇）と美智子同妃（後の上皇后美智子）が辺津宮へ参拝した。
2013年（平成25年）、皇太子徳仁親王が辺津宮へ参拝した。
2017年（平成29年）10月29日、明仁天皇・美智子皇后が、歴代の天皇・皇后として初めて辺津宮へ親拝した。
なお、皇室の参拝としては昭和天皇の弟で考古学者でもあった三笠宮崇仁親王は幾度も参拝しており、沖ノ島の和歌も詠んでいる。

## 摂社
- 神湊宗像神社（古宮）- 境外摂社（秋季大祭田島放生会、みあれ祭で三女神の神輿が並び奉斎される）

## 神事・祭事
- 新年祭 - 歳旦祭など新年正月を祝う神事。毎年正月1～3日。
- 春季大祭 - 毎年4月1〜3日。
- 夏越大祓 - 毎年7月終わりに行われる。
- 七夕祭 - 毎年旧暦7月7日夕刻時、筑前大島の中津宮末社で行われる。牽牛社・織女社というのがあり、その前に短冊を付けた竹笹を立てて技芸の上達を祈る。水に映る姿を見て男女の因縁を占う神事や、七夕揮毫大会も開かれる。正平年中行事によると、1346年「七月七日之七夕虫振神事」とある。
- 秋季大祭 - 毎年10月1〜3日。1〜3日の辺津宮本殿での催しに先立って中津宮・沖津宮で神迎えの神事があり、漁船群の立てる色とりどりの旗や幟で海上神幸を行う（みあれ祭）。本殿では翁舞、風俗舞、流鏑馬、奉納相撲などが披露される。起源は平安時代にまで遡るといい、正式名称は「田島放生会」と呼ぶ。
- 献茶祭 - 毎年10月17日に開催される。
- 豊穣祭 - 平成の天皇・皇后が当社に親拝したのを機に毎年催行されるようになった新しい祭事。
- 西日本菊花大会 - 毎年11月に開催される菊花展。九州はもとより西日本各県から園芸栽培された菊花が多数展示され品評される。
- 古式祭、鎮火祭 - 毎年12月中旬に行われる800年以上の歴史を持つ冬の秘祭。
- 年越大祓 - 毎年大晦日に行われる除夜の神事。

## 文化財

### 国宝
- 福岡県宗像大社沖津宮祭祀遺跡出土品・伝福岡県宗像大社沖津宮祭祀遺跡出土品 一括

玄界灘に浮かぶ絶海の孤島・沖ノ島の20数箇所の祭祀遺跡から発掘された一括遺物。1954年から1971年に至る第1次〜第3次の発掘調査で出土したもので、時代的には古墳時代から平安時代（4世紀〜10世紀）にわたる。中国・朝鮮半島製品を含む、各種の銅鏡、金銅（銅に金メッキ）製の馬具類のほか、土師器、三彩陶器、滑石製品、玉類、刀剣類などが出土品の主なものである。出土品中にはペルシャ・サーサーン朝製と見られるガラス椀の破片などもある。考古学、美術史、宗教史、古代史など、さまざまな分野の研究に資するところの多い、学術的にきわめて貴重な資料である。3次にわたる発掘調査の結果は『沖ノ島』『続沖ノ島』『宗像沖ノ島』という報告書の形で刊行されている。これら出土品は宗像大社の神宝館で公開されている。1962年に第1次・第2次発掘調査出土品が国宝に指定され、2003年には第3次発掘調査出土品が追加指定されている。約8万点に及ぶ一括遺物の国宝としては、数量の上で日本一である。- 金銅製龍頭

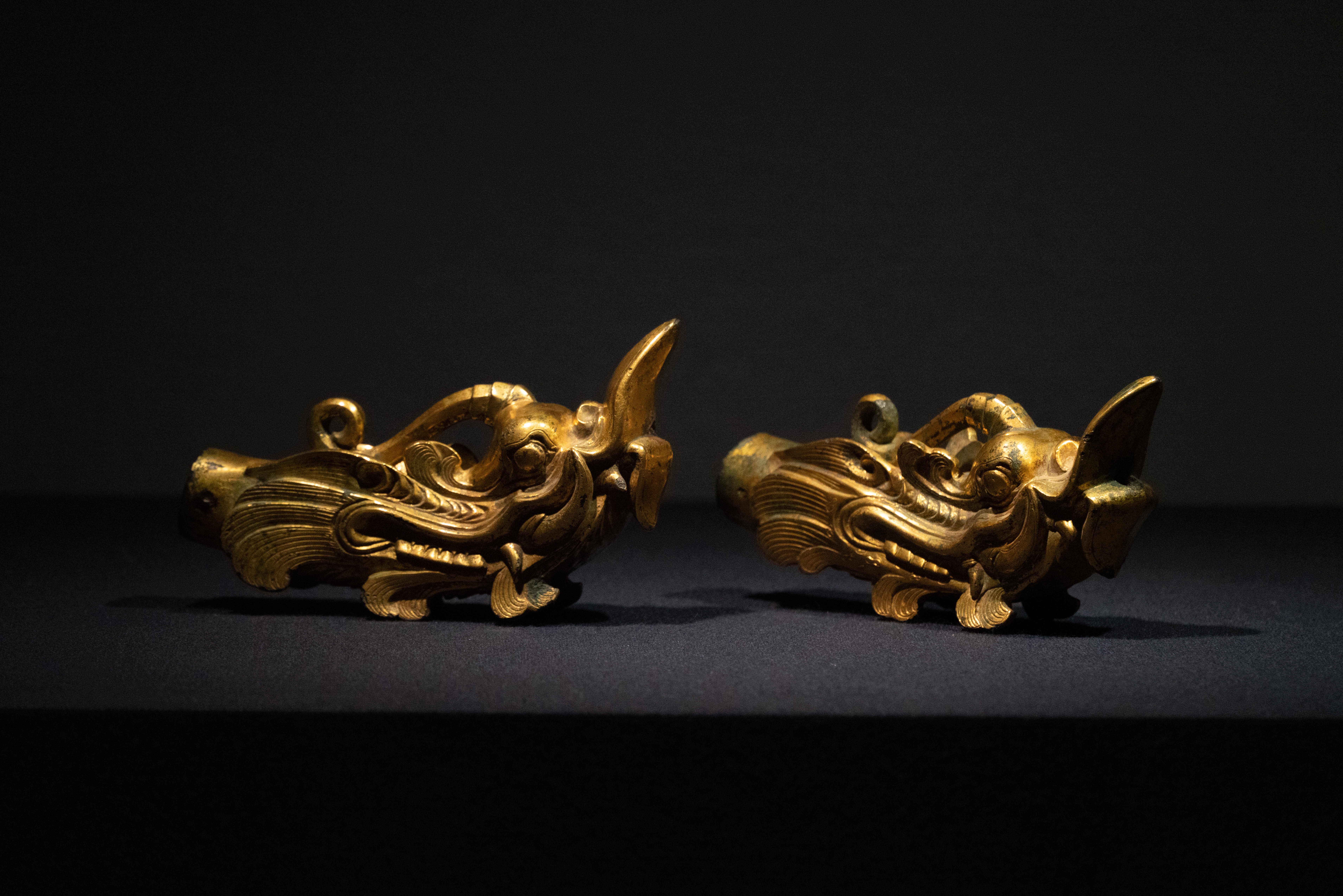
金銅製高機
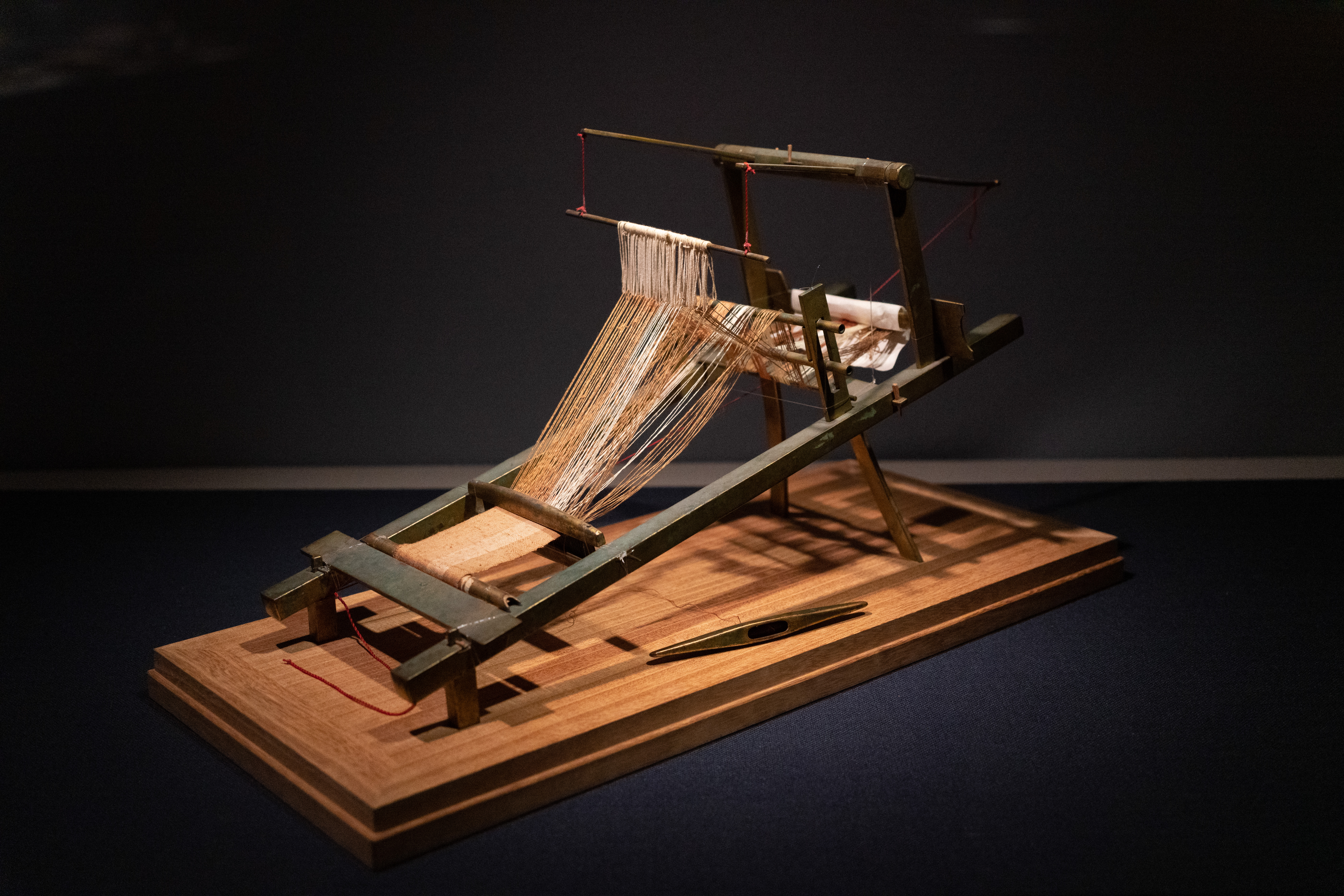
金銅製高機
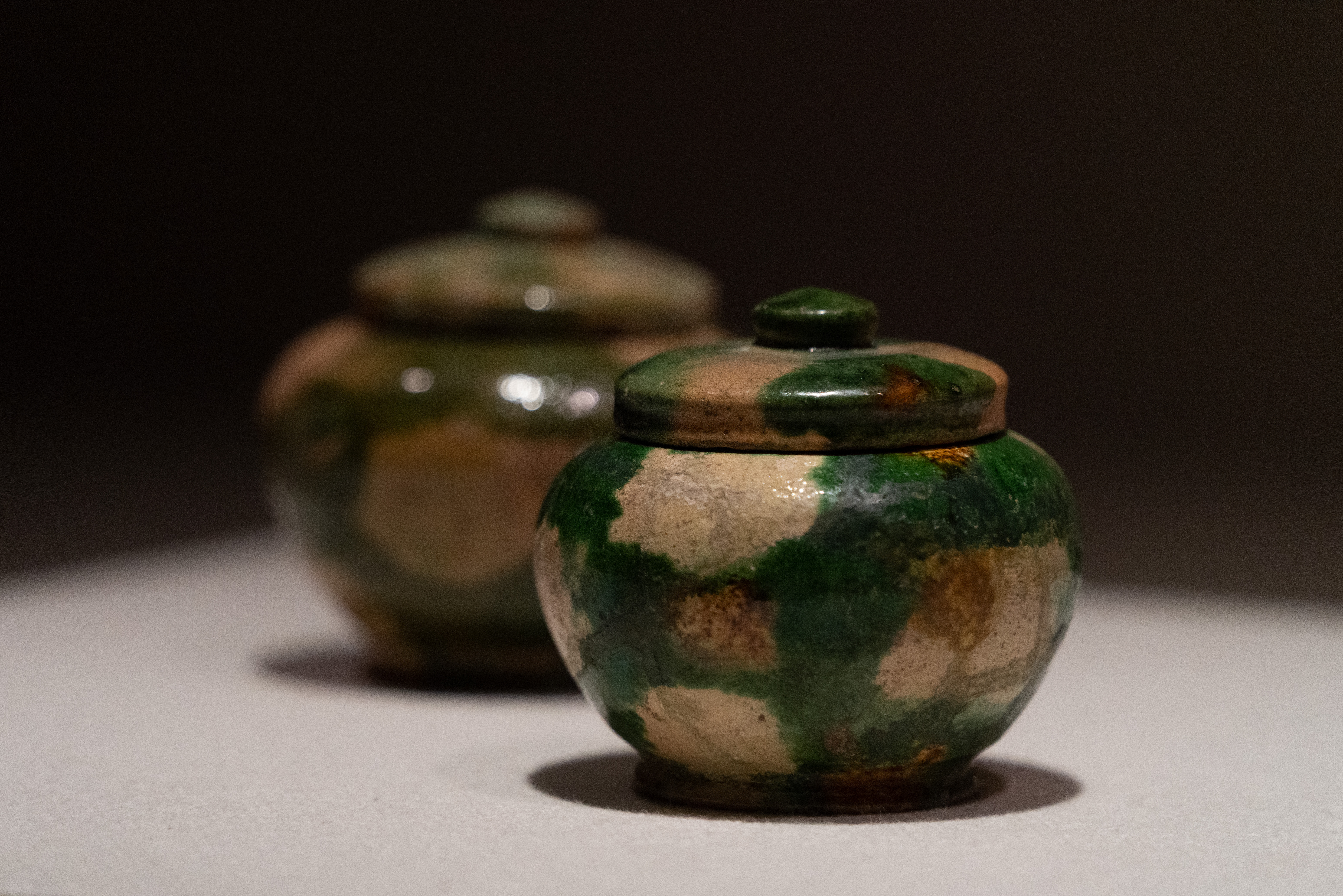
奈良三彩小壺

### 重要文化財
- 宗像神社辺津宮拝殿
- 宗像神社辺津宮本殿
- 木造狛犬一対
- 石造狛犬一対
- 藍韋威肩白胴丸 兜、壺袖付（あいかわおどしかたじろどうまる）-「胴丸」は鎧の一種。
- 経石（正面阿弥陀如来像・背面阿弥陀経）（阿弥陀仏経碑）
- 宗像神社文書 12巻 附:宗像神社記録5巻、1冊、宗像社家文書惣目録 1冊
- 色定法師一筆一切経 4342巻[3] 自文治三年（1187年）至嘉禄三年（1227年）奥書（宗像市田島 興聖寺所有、宗像大社管理）
- 滑石製経筒 仁平4年銘（宗像市稲元区所有、宗像大社管理）

### 史跡（国指定）
- 宗像神社境内

### 福岡県指定有形文化財
- 宗像神社中津宮本殿

### その他
- 日本海海戦で活躍した戦艦三笠の羅針儀
- 明応8年（1499年）に鐘岬沖で浮上した翁面

## 宗像大社と出光佐三
出光興産の創業者、出光佐三は旧宗像郡赤間宿の出身で、幼少より宗像大社を崇敬していた。1937年、邊津宮に参拝した折に神社の荒廃を嘆き、1942年に「宗像神社復興期成会」の結成を呼び掛け、初代会長に就任。戦中・戦後の活動停止を経て、1969年に宗像大社復興期成会に改組した。辺津宮本殿や拝殿の修復など佐三の寄進によるところが大きいが本人が畏れ多いと辞退したため境内にその名を示す痕跡は永く無かったが、現在は神宝館などに佐三を顕彰する展示が為されている。佐三をモデルにした小説『海賊とよばれた男』では、敗戦に際して社内に分祀勧請した宗像神社の三女神に日本と日本民族の加護を祈願する姿が描かれている。佐三は伊勢神宮は皇室の祖先、宗像大社は国民の祖先、という自らの考えを著書に記している。東京都千代田区にある出光美術館は佐三が収集した美術品を展示する美術館で、宗像・沖ノ島展などの特別展を定期的に開催し、また毎年10月17日に宗像大社で献茶祭が行われる際には所蔵の名物茶道具が多く出され、表千家宗匠が献茶し、神社の永続と佐三翁を偲ぶ。

## 名物
- 宗像大社せんべい
- 幸福餅

## 交通
辺津宮
- 鹿児島本線・東郷駅から西鉄バス神湊波止場ゆきに乗車し、「宗像大社前」下車。所要時間10分。

中津宮・沖津宮遥拝所
- 鹿児島本線・東郷駅から西鉄バス神湊波止場ゆきに乗車し終点下車（所要時間20分）。神湊漁港より大島港まで宗像市営渡船の旅客船で15分、フェリーで25分。大島港より中津宮まで徒歩5分（800メートル）、沖津宮遥拝所までは大島観光バス「グランシマール」に乗車し「沖津宮遙拝所」下車。また、島内ではレンタサイクル（電動アシスト）500円/日を借りる手もある。

鹿児島本線赤間駅からバスを利用する方法もガイドブックで紹介されているが、赤間駅からは1日数本しか出ておらず、またその全てが東郷駅を経由するので、バスを使う場合は東郷駅を利用した方が良い。なお、両駅とも快速は停車する。
マイカーの場合、九州自動車道若宮インターチェンジから辺津宮まで16キロメートル、神湊漁港まで19キロメートル。もしくは同古賀インターチェンジから辺津宮まで15キロメートル、神湊漁港まで17キロメートル。神湊漁港から宗像市営渡船で大島港に渡り、中津宮まで400メートル、沖津宮遥拝所まで2.3キロメートル。

## 関連書籍
- 安津素彦・梅田義彦編集兼監修者『神道辞典』神社新報社、1968年、59頁
- 白井永二・土岐昌訓編集『神社辞典』東京堂出版、1979年、327頁
- 上山春平他『日本「神社」総覧』新人物往来社、1992年、264-265頁
- 『神道の本』学研、1992年、211頁